# Wang Zhong
En aquest nom xinès, el cognom és Wang.
Wang Zhong va ser un general que va servir sota el senyor de la guerra Cao Cao durant el període dels Tres Regnes de la història xinesa. Zhong una vegada es va dirigir a atacar a Liu Bei amb l'ajut de Liu Dai, però va ser capturat per Guan Yu. Després que l'alliberaren, va ser gairebé executat per Cao Cao, però, gràcies a la intervenció Kong Rong, va salvar la vida.